# José María Cano
José María Cano Andrés (Madrid, 21 de febrero de 1959) es un músico, compositor, director de orquesta, productor discográfico y artista plástico español que formó parte, junto con su hermano Nacho y Ana Torroja de la banda de pop Mecano entre 1981 y 1998. En los últimos años se ha centrado en su carrera como artista visual.

## Biografía

### Primeros años
Es el segundo hijo de Modesto Diego Cano Hurtado (extremeño, de Zalamea de la Serena), licenciado en ciencias empresariales en ICADE que desarrolló su labor profesional en el sector textil, y Emilia Andrés (madrileña), licenciada en ciencias políticas. Tiene dos hermanos (Modesto Javier -el mayor- y Nacho -el menor-) y una hermana (María José) -la tercera-. 
Durante su infancia estudió en el Colegio Nuestra Señora del Recuerdo, de cuyo coro formó parte como solista. También tomaba clases de dibujo en una academia.
Los Cano recuerdan que a sus padres no les gustaba la música y, de hecho, en su casa no había ni radio ni tocadiscos. No obstante, sí había una guitarra que su padre había comprado para aprender a tocar flamenco, proyecto que nunca llevó a cabo, y que fue el primer instrumento con el que tuvieron contacto los hermanos. Su descubrimiento real de la música fue con trece años, cuando, durante unas vacaciones en Valencia, escuchó el tema «Imagine» de John Lennon. A partir de ese momento empezó a desarrollar una gran afición por la música que contagió a su hermano Nacho cuatro años menor pero al que estaba muy unido. Compraron todo tipo de discos y comenzó a aprender a tocar la guitarra con un libro de canciones de los Beatles y tocó también temas de Cat Stevens y James Taylor. Siguió entre tanto perfeccionando su técnica de dibujo.
Siendo un adolescente de unos 15 años, en 1974 aproximadamente, conoció en una fiesta que se celebraba en el madrileño paseo de La Habana a Ana Torroja, una chica de 14 años y de su barrio. Al poco tiempo de conocerse José y Ana entablaron una relación de noviazgo que duró unos tres años.
A los diecisiete años (1976) comenzó a estudiar arquitectura en Valencia, donde va en gran parte huyendo del ambiente familiar en lo referente a su afición por la música. Destaca en la asignatura de análisis de formas cuya base es el dibujo artístico. Tras solo dos cursos decide abandonar la carrera de arquitectura y regresar a Madrid. Según afirmó él mismo (en una entrevista realizada en la primavera de 2008) el motivo fue que su padre pasaba por una situación profesional complicada y José María quiso ayudarle trabajando con él como representante textil. Siguió haciéndolo sin cobrar nada hasta que fue sustituido por su hermana Pilar ya en pleno éxito de Mecano. 
A su regreso a la capital (1979) comenzó a estudiar ciencias empresariales. Ana Torroja, ya convertida en solo amiga después de terminar el noviazgo de ambos, comenzó a hacerle los coros cuando José María interpretaba, normalmente en fiestas, alguna canción en público. En Madrid, José María empezó a sondear la posibilidad de grabar un disco con varios temas que había compuesto. También se reencontró con su hermano Nacho, que había abandonado la guitarra por los teclados y tocaba música más electrónica. José María tocaba la guitarra y cantaba, Ana hacía los coros y Nacho los solos. Progresivamente Ana, que no había mostrado particular afición por cantar en su infancia, fue desarrollando un timbre de voz muy bello que hizo que ambos hermanos Cano terminasen componiendo para ella.

### Mecano
En 1980 se unen definitivamente los tres para formar el grupo Mecano, que tendría un éxito espectacular en España, Latinoamérica y otros países. Aunque al principio las canciones que más éxito tuvieron fueron las de su hermano, con el tiempo, especialmente a partir de 1984 cuando compra su primer piano, José María acabaría componiendo los temas más relevantes de la banda y los que les abren una carrera internacional. Hace además que la crítica musical cambie diametralmente su percepción de Mecano. La canción "Hijo de la luna" se convierte en el tema en lengua española con más versiones en otros idiomas de todos los tiempos. La versión francesa de "Mujer contra Mujer" (Un femme avec un femme) es la canción extranjera que más tiempo ha estado de número uno en la historia de la música francesa, El anuncio de la cerveza más popular de Japón se hacía con "Naturaleza muerta". "Tú" se convierte en uno de los mayores éxitos de la cantante británica Sarah Brightman. "Cruz de navajas" y "Me cuesta tanto olvidarte" abrieron a Mecano las puertas de Latinoamérica hasta entonces cerradas para ellos. Otras de los clásicos compuestos por José María para Mecano son: "Una rosa es una rosa", "No hay marcha en Nueva York", "Eungenio" Salvador Dalí, "Hawaii Bombay", "El blues del esclavo", "Solo soy una persona", "Quédate en Madrid", "Sentía", "El peón del rey de negras", "Héroes de la Antártida", "No es serio este cementerio" y un largo etcétera. José María Cano se va convirtiendo en el compositor en lengua española más demandado de su tiempo con éxitos para otros artistas como "Lía" para Ana Belén, "Y aunque te haga calor" para Julio Iglesias, "Solo" para Emmanuel, "Tiempo de vals" para Chayanne, o la sintonía de "La bola de cristal" para Alaska entre muchas otras. Sus canciones son versionadas por intérpretes tan diversos como Fey, Vanessa Mae, Francoise Hardy, Celia Cruz, Sumi Jo, Mario Frangoulis, María Dolores Pradera, La Mafia, Montserrat Caballé, Sara Montiel, Mocedades, Simone, Mijares, o el grupo heavy Stravaganzza.

### La óperaLuna
A finales de 1992, el grupo decide tomarse un descanso de al menos tres años. José se retira a Londres, donde compra una casa. Allí, durante los cinco años siguientes, apadrinado y asesorado en la parte instrumental por Plácido Domingo, se dedica a componer una ópera, animado tras su colaboración con la soprano Montserrat Caballé, que había versionado su tema Hijo de la Luna. Tras este esfuerzo, José María, que pasa largas horas frente a la pantalla del ordenador, acaba con grandes problemas de vista.
En 1997 se dirige a Nueva York para grabar el drama lírico en el que ha estado ocupado un lustro y que llevará por nombre Luna. Para ello cuenta con la colaboración de intérpretes del mundo de la lírica, como Ainhoa Arteta, Renée Fleming, Teresa Berganza y su amigo Plácido Domingo. Para llevarlo a cabo crea su propia compañía, llamada Ediciones Musicales Santa Teresa, que más tarde pasa a llamarse Red Rat y se especializa en el lanzamiento de artistas noveles, como el cantautor Juan Sinmiedo o el grupo Silent Childs. 
El 10 de octubre de 1997 se edita Luna, el primer trabajo en solitario de José María después de Mecano. El disco obtuvo el apoyo del público. Vendió unas 125.000 copias que la convierten en la ópera más vendida hasta ahora en España. Sin embargo, no obtuvo el favor de la crítica del mundo lírico, que incluso llevó a cabo una campaña de boicot promocional para que la obra no pudiese representarse en el Teatro Real de Madrid, donde habría querido estrenarla José María. Aunque recibió múltiples apoyos desde el mundo artístico, incluida una recogida de firmas, finalmente la obra no pudo ser representada en el teatro madrileño.
A finales de 1995 nació su hijo Daniel (Dani), fruto de su relación con la modelo Marta Gómez Visedo, con la que se casó por poderes el 2 de marzo de 1998.
El retorno del grupo Mecano en 1998, nuevamente juntos con el álbum recopilatorio Ana|José|Nacho fue un éxito de ventas que sacó a José María de la ruina económica en la que lo sumergió Luna. Dicho retorno no interrumpió la promoción de la ópera, que llegó a ser representada en versión concierto (corta) en el Palacio de la Música y Congresos de Valencia el 15 de junio de 1998. Para esta presentación contó con Yves Abel como director de orquesta, así como con los cantantes que trabajaron en la grabación de estudio, a excepción de la soprano Renée Fleming y la mezzo-soprano Teresa Berganza, quienes fueron sustituidas por Agnes Baltsa y por María José Martos.
En noviembre de ese mismo año, José María anuncia sorpresivamente su salida definitiva de Mecano, siguiendo desde ese momento cada uno de los componentes sus respectivas carreras en solitario. José María vuelve a su trabajo como productor y compositor para otros artistas. Años después, el propio José María explicaría que el motivo de su salida del grupo fue el diagnóstico que se le había hecho a su hijo Daniel de síndrome de Asperger. Esto ocurrió cuando Mecano se disponía a hacer una gira mundial de dos años y José María pensó que afrontar esta nueva circunstancia era incompatible con tal vorágine. Lo hizo sin comunicar los motivos para no hacer un espectáculo de la situación de su hijo.
A finales del año 2000 publica bajo el nombre de Josecano, su nuevo nombre artístico, el disco homónimo, su primer y último hasta la fecha disco pop en solitario. El trabajo se presenta con el sencillo Y ahora tengo un novio, dedicada a su hijo Dani. Este trabajo no tuvo mucho éxito, vendiendo tan solo unas 20.000 copias.
Con este disco y con nuevas versiones de temas de Mecano, realizó una pequeña gira en verano de 2001, sin gran éxito pero con muy buenas críticas por la cercanía y calidez con el público mostradas por el artista, algo que extrañó en él, recordado por su timidez sobre el escenario en la época de Mecano. Al año siguiente compone el himno del centenario del Real Madrid. Interpretado por Plácido Domingo, y con el propio José María Cano dirigiendo una banda, es interpretado en el estadio Santiago Bernabéu el día en que se celebran los cien años del club.

### Como pintor
Después de un tormentoso proceso de divorcio que le llevó a los tribunales británicos entre 2002 y 2005 y que casi le lleva a la ruina, decide dedicarse profesionalmente al mundo de la pintura, adoptando como nuevo nombre artístico Cano de Andrés. Su obra se basa en la técnica conocida como encáustica que consiste en la utilización de cera como aglutinante de los pigmentos. Como dice Hugo Rifkind en el diario The Times la superficie de las pinturas de Cano tiene una profundidad translúcida que les da un aspecto de escultura más que de pintura.
Sus cuadros tratan temas diversos como la violación de los derechos humanos, la prostitución o el mundo de la banca y también los dibujos infantiles de su hijo. Su técnica encáustica nace de la alquimia y requiere mucho tiempo. Ha realizado para el Senado español un retrato de la histórica feminista española Clara Campoamor.
Las ventas de sus obras, cotizadas hasta en 75.000€, y el nuevo éxito de Mecano en el bienio 2005-2006 (con ventas de más de un millón de ejemplares y una gira protagonizada por Ana Torroja) le ayudaron a salir de los problemas económicos en los que estaba sumido debido a la sentencia de divorcio.
En verano de 2006 dirigió una pequeña orquesta que interpretó, con la colaboración de Montserrat Caballé, el Padrenuestro sobre el Epílogo de su ópera Luna. La actuación fue ofrecida en el Encuentro Mundial de las Familias, en Valencia, ante el Papa Benedicto XVI.
En el año 2007 presentó un retrato de la actriz Sonia Martínez, fallecida de sida en 1994, durante un acto de la Fundación de Ayuda contra la Drogadicción. El cuadro tiene el título "Take a walk on the wild side" y como otros de su autor, se basa en la reproducción a gran escala de un titular periodístico.
En 2008, expone sus cuadros, entre otros lugares en Berlín y Praga.
En 2009, sin que suponga el retorno del grupo, se vuelve a meter en el estudio de grabación junto a Nacho y Ana para grabar un tema compuesto por él «María Luz». La canción fue publicada dentro del recopilatorio Siglo XXI.
Su serie de dibujos taurinos durante la Feria de San Isidro de 2009 hacen descubrir su destreza con el dibujo. También expone sus dibujos en la galería londinense Riflemaker. En 2010, la misma feria patrocinadora le encarga el cartel para la promoción.
El 25 de noviembre de 2011 el periodista José Antonio Abellán anuncia la reunificación de Mecano en ABC Punto Radio para una gira mundial en 2012. Aunque algún otro medio se hizo eco, dicha gira nunca se llegó a confirmar.

## Vida personal
Actualmente reside en Lisboa, en el Palacio de San Vicente de Fora, que adquirió en 2017. Es colindante con la Iglesia de San Vicente de Fora. Además tiene un hijo llamado Daniel, nacido en Madrid en el año 1995, fruto de su relación con la modelo Marta Gómez, con quien se casó en 1998.

## Discografía
| Con Mecano: En solitario: - 1998: Luna - 2000: Josecano | Sencillos: - «Y ahora tengo un novio» - «India veracruzana/Linda veracruzana» |

## Como compositor o productor
- Adaptación (junto a Miguel Bosé) de la banda sonora de los dibujos animados Ulises 31 (1981).[7]
- Compuso el tema "No aguanto a tus padres" para Iván (1982), que más tarde sería grabado por Teen-Rock (1986) y Jonathan Ruiz.
- Compuso y produjo "Te quiero amor" para Miguel Bosé (1983).
- Para el programa La bola de cristal compuso el tema principal, titulado "Abracadabra", así como "Vacaciones infernales" y "La canción de los electroduendes" (1984).
- Compuso el tema "Hoy te he visto en la terraza de un bar" para Daniela Romo, álbum Amor Prohibido (1984)
- Compuso dos canciones para Massiel: "Te fuiste" (1984) y "Miradas de amor" (1986).
- Compuso el tema "Ana y Miguel" para Mocedades (1986), que luego sería adaptado por él mismo para su grupo Mecano, ahora titulado Naturaleza muerta (1991).
- Compuso y produjo "Crucemos" para Ana Belén (1986)
- Compuso los temas "Luces de bohemia para Elisa", "Enfrentarnos de nuevo a la vida" y "Solo" para Emmanuel (1986).
- Compuso el tema "Fuiste un trozo de hielo en la escarcha" para Amaya Uranga y Rosa León (1986), que luego fuera interpretada por Chayanne (1988).
- Musicó el poema de Alberti "Elegía del niño marinero" para ser interpretado por Rosa León (1988)
- Compuso y produjo "¡Ay, qué caray!" para Sara Montiel (1988)
- Compuso y produjo "Lía" para Ana Belén (1988), que luego sería grabado por Julio Iglesias (1992) y María Dolores Pradera (1999).
- Compuso el tema "Y aunque te haga calor" para Julio Iglesias (1992).
- Compuso el tema "Tiempo de vals" para Mocedades (1986) quienes la descartaron, y al final fue interpretada por Ángela Carrasco (1986) y Chayanne (1990).
- Realizó la introducción o cabecera llamada "India veracruzana" en su versión adaptada para la serie de TVE Ana y los 7 (2002-2005) rozando los siete millones de espectadores semanales.
- Compuso el Himno del Centenario del Real Madrid interpretado por Plácido Domingo. (2002)
- Compuso el tema "A la luna de Valencia" interpretado por el tenor griego Mario Frangoulis (2002).
- Compuso el epílogo para "The beautiful voice" de Renée Fleming.
- Compuso un Padre Nuestro, interpretado por Monserrat Caballé y una orquesta dirigida por el compositor durante la visita del papa Benedicto XVI a Valencia.

## Exposiciones
2004
- 50 Shark Teeth, comisariada por Ambra Medda, Craig Robin's Private Space, Design District at Miami Art Basel, Miami.

2005
- Todos Somos Diferentes, Galería Ramis Barquet, Monterrey, México.

2006
- Mural de la sufragista Clara Campoamor, para el Senado de España, Madrid.
- Materialismo Matérico. Project B Gallery, Milano.
- José-María Cano: Paintings. Comisariada por Huang Azhong, Urban Museum, Shanghái.
- Performance en el Jason Rhoades Memorial. Museum of Contemporary Art (MOCA), Los Ángeles.
- WS 100. Comisariada por Carlota Álvarez Basso, Palacio de Sobrellano, Comillas, Spain.
- Arte Urbano. Comisariada por Fernando Francés, Fundación Coca Cola, Arco 06, Madrid.
- Masturbation, Allsopp Contemporary, London.

2007
- Materialismo-Matérico. Comisariada por Julieta Manzano, CAC Málaga, Centro de Arte Contemporáneo, Málaga.
- Avatar of Sacred Discontent, Exposición colectiva. Comisariada por Wolfe Lenkiewicz & Flora Fairbairn, 9 Hillgate, London.
- Captain Thunder, Allsopp Contemporary, London.

2008
- Welcome to Capitalism, DOX Centre for Contemporary Art, exposición de inauguración. Praga.
- Mural para la Moscow World Fine Art Fair, comisariado de Teresa Mavica, Moscú.
- Art Is a Waste of Time, Artists Anonymous Gallery, Berlín.
- London Calling, Kristy Stubbs Gallery, exposición conjunta de artistas residentes en Londres, comisariada por Elaine Ferguson, Dallas.
- Heroes of Our Time, Regina Gallery, Moscú.

2009
- "Madonna meets Mao", Staatliche Kunstsammlungen Dresden, Dresde, Alemania.
- La tauromaquia, Riflemaker, comisariado de Tot Taylor, Londres.
- God Sell the Queen, Sotheby's, Londres.
- The Wall Street One Hundred, The Dairy, comisariado de Virginia Damtsa, Londres.

2010
- Cartel de las Ferias de San Isidro, Feria del Aniversario and Feria de Otoño for the plaza de toros de Las Ventas de Madrid.
- La tauromaquia. Goya siglo XIX, Picasso siglo XX, Cano siglo XXI, Grabados de toros. Madrid
- Museo de Bellas Artes de Vietnam (Baotang Mythuat), Hanói.
- Tauromaquias, Fundación Picasso, comisariada por Lourdes Moreno, Málaga.
- Viewing City—Shanghai Intl. Printmaking Exhibition 2010. Organizada por la China Artists Association Printmaking Art Committee Shanghai Hongqiao Contemporary Art Museum (N.º 650, XianXia Road, Shanghái)

2011
- Charles Riva Collection, Bruselas.
- The Murdoch Principle, Caprice Horn Gallerie, Berlín.
- Orientale, 54th Venice Biennale, Comisariada por Maurizio Bortolotti y Shwetal Ashvin Patel, Venecia.
- Les Fleurs du Mal, Munichmodern/11, programmatic exhibition platform for contemporary art. Comisariada por la Dr. Isabella Goebel y la Dr. Alexandra von Stosch, Múnich.

2012
- Divorce Papers and Expensive Postcards, Kristy Stubbs Gallery, Dallas, Texas, EE. UU..
- Principles of Composition, Munichmodern/12. Dr Isabella Goebel. Múnich.

2013
- Arrivederci capitalismo!, PAN (Palazzo delle Arti Napoli). Comisariada por Maurizio Bortolotti. Nápoles.
- Economics in Art, MOCAK (Museo de Arte Contemporáneo de Cracovia), Cracovia.
- Dark Side of the Moon, Lin & Lin Gallery, Chia Chi Jason Wang Taipéi.
- Jose-Maria Cano. Paintings. Tianjín Exhibition Centre, Comisariada por Kang Hui Li. Tianjin, China.
- WS100 in China, Zhongshan Art Museum. Comisariada por Chen Enping. Dalian, China.

2014
- Guess What? Hardcore Contemporary Art's Truly a World Treasure, Comisariada por Reiko Nakamura. Momat: The National Museum of Modern Arts, Tokio.
- La cera que aun arde, Plaza de toros de Las Ventas. Madrid.
- De Providentia, Arsenale Museum. Comisariada por Alexander Soloviov. Kiev.

2015
- Jose Maria Cano, Karuizawa New Art Museum, Whitestone Foundation Gallery. Comisariada por Haruna Yui. Karuizawa, Prefectura de Nagano.
- Popular Culture and Contemporary Art, 21c Museum Hotel. Cincinnati, EE. UU.
- Luna, Riflemaker Contemporary Art, The Riflemaker Gallery. Comisariada por Marco Livingstone. Londres.

2016
- The Soul of Money, DOX Centre of Contemporary Art. Comisariada por Leos Valka. Praga.
- Jose-Maria Cano at CAFA Art Museum, CAFA Art Museum. Comisariada por Wang Huangsheng, Pekín.
- Una est, Lin & Lin Gallery, comisariada por David Lin. Taipéi, Taiwán.

2018
- Games Changers. S2 by Sotheby´s Hong Kong, Convention Center. Comisariada por Pati Wong. Hong Kong

2019
- Apostolate. San Diego Museum of Art. Comisariada por Michael Brown. San Diego (California)
- Pedes in terra ad sidera visus. Museu Nacional de Arte Antiga. Comisariada por Rosa Martinez. Lisboa

2020
- Apostolados. José María Cano y El Greco. Catedral Primada de Toledo. Comisariada por Rosa Martínez. Toledo, España

2022
- The unseeable light. Mongolian National Modern Art Gallery. Comisariada por Maurizio Bortolotti. Ulan Bator, Mongolia

2023
- Moonshine. A. Kasteyev State Museum of Arts. Almaty, Kazajistán
- Differences and similarities between truth and reality. National Museum of the republic of Kazakhstan. Astana. Kazajistán